# Сель-ле-Конде
Сель-ле-Конде́ (фр. Celles-lès-Condé) — коммуна во Франции, находится в регионе Пикардия. Департамент коммуны — Эна. Входит в состав кантона Эссом-сюр-Марн. Округ коммуны — Шато-Тьерри.
Код INSEE коммуны — 02146.

## Население
Население коммуны на 2010 год составляло 74 человека.

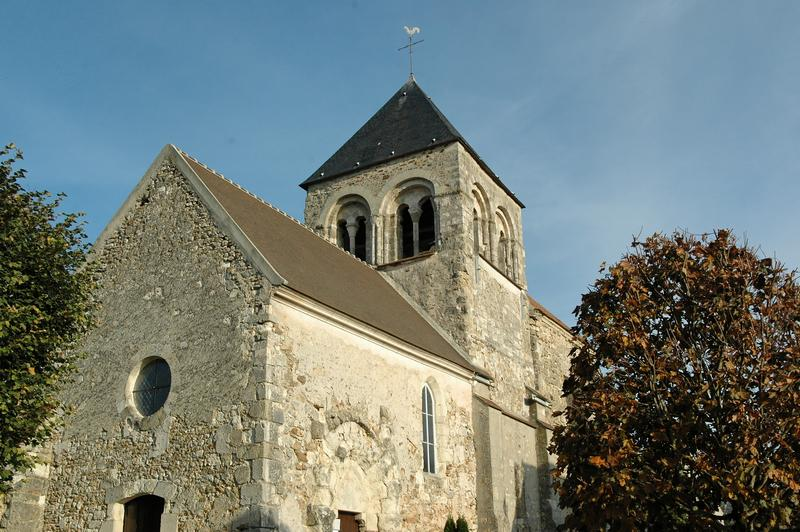

| 1962 | 1968 | 1975 | 1982 | 1990 | 1999 | 2010 |
| ---- | ---- | ---- | ---- | ---- | ---- | ---- |
| 106  | 86   | 93   | 90   | 78   | 77   | 74   |

## Экономика
В 2010 году среди 42 человек трудоспособного возраста (15—64 лет) 30 были экономически активными, 12 — неактивными (показатель активности — 71,4 %, в 1999 году было 56,9 %). Из 30 активных жителей работали 28 человек (17 мужчин и 11 женщин), безработных было 2 (1 мужчина и 1 женщина). Среди 12 неактивных 3 человека были учениками или студентами, 4 — пенсионерами, 5 были неактивными по другим причинам.